# Shadow Lass
Shadow Lass è un personaggio dei fumetti pubblicati da DC Comics. È una supereroina che comparve per la prima volta in Adventure Comics (vol. 1) n. 365 (febbraio 1968), e fu creata da Jim Shooter e Curt Swan. Shadow Lass fu inserita al 18º posto nella lista indetta da Comics Buyer's Guide de "Le 100 Donne Più Sexy dei Fumetti".

## Biografia del personaggio
Il suo vero nome è Tasmia Mallor e il suo pianeta natale è Talok VIII. Possiede il potere di proiettare l'oscurità. Come tutti i Talokiani nativi di Talok VIII, possiede la pelle blu scuro e orecchie a punta. I Talokiani di Talok VIII come Mikaal Tomas, invece, possiedono la pelle blu chiaro. Lei e suo cugino Grev (Shadow Kid) ricevettero i loro poteri dai loro antenati, i cui spiriti risiedono in una caverna su Talok VIII (i Talokiani praticano il Culto degli antenati). Come i suoi antenati prima di lei mille anni prima, Tasmia è la campionessa ereditiera dell'oscurità di Talok VIII. Anche le sue antenate del XX secolo, Lydea Mallor e Laryssa Mallor, furono campionesse dell'oscurità e membri della forza di polizia interstellare nota come L.E.G.I.O.N..
Anche suo cugino Grev, che aveva i poteri dell'oscurità dovuti al legame di sangue, andò ad iscriversi all'Accademia della Legione come Shadow Kid, anche se era al corrente che non sarebbe mai potuto entrare nella squadra finché Tasmia ne era membro attivo (a causa delle regole della Legione dei Super-Eroi riguardo alla duplicazione dei poteri). E sperò invece prepararsi al meglio per essere un protettore di Talok in assenza di Tasmia.
Shadow Lass si unì alla Legione dopo che il suo pianeta fu invaso dai Fatal Five. Aiutò la Legione a sconfiggerli, e dopo essere entrata nella squadra cominciò una relazione con Lar Gand finendo per sposarlo, dopo che il daxamita fu ferito mortalmente combattendo Time Trapper come parte della cospirazione per vendicare la morte di Superboy avvenuta proprio per mano di Trapper. Il loro matrimonio fu solido per molti anni nonostante i forti sentimenti che provavano l'uno per l'altra, e Tasmia subì un profondo lutto quando Lar morì. Il lutto fu temporaneo, poiché i due ritornarono insieme, quando il corpo di Lar Gand fu inabitato dall'essenza di Time Trapper, finché una battaglia cataclismica cancellò Trapper dall'esistenza e riscrisse completamente la realtà.

### Versione del 1994
Nel 1994, dopo gli eventi di Ora Zero, la continuità della Legione dei Super Eroi ricominciò. In questa linea temporale, Shadow Lass utilizzò il nome in codice di Umbra e esibì una condotta più aggressiva e dedita al lavoro. Mentre Umbra non ebbe mai una relazione sentimentale con il Lar Gand post-Ora Zero, fece numerosi tentativi per essere notata senza mai riuscire nell'intento.

#### Trasferimento di poteri
Tasmia Mallor fu l'ultima di una lunga linea di Campioni dell'Ombra di Talok VIII. Alla nascita fu portata via da sua madre, la Campionessa allora in carica, nel tentativo di assicurarsi che nessun singolo incidente o attacco avrebbe mai potuto portarle via insieme, e la vide solo sette volte nel corso della sua vita, tutte le volte durante cerimonie solenni in cui fu loro proibito di parlarsi.
Tasmia fu cresciuta dai preti, addestrata al combattimento e forgiata nell'ordine della linea di sangue. Ciononostante, o forse proprio per questo, lei amava quella vita.
Infine, un giorno, sua madre fu uccisa in battaglia e lei fu portata davanti ai capi delle dodici tribù di Talok VIII - unica volta in cui si incontrarono pacificamente - prima di entrare nella caverna dell'Ombra, dove incontrò gli spiriti della madre e dei Campioni precedenti. Dopo averla rimproverata per non essersi mai domandata come fosse morta sua madre, prese a cuore la loro richiesta di proteggere Talok VIII (ma non l'avvertimento contro l'egocentrismo) e le dissero di Andare In Potere.
Mentre lasciava la caverna, trovò gli abitanti di Talok VIII in ginocchio, in attesa di un segno - cosa che lei fornì quando lasciò libere alcune ombre. Dopo di ciò, divenne la Campionessa, utilizzando la sua posizione per dare ordini ai capi e ai preti, tutti in mantenimento delle Vecchie Maniere. Tutto questo durò fino all'arrivo della nave.
La nave dei Pianeti Uniti venne in pace, proselitizzando i benefici di un'amicizia con i loro. Inviata a salutare gli "invasori", Tasmia non capì nulla di ciò, e si preparò a smantellare l'"orribile" nave e il relativo equipaggio. Nonostante i loro sforzi migliori, la ragazza causò un'esplosione che fece collassare il congegno di atterraggio della nave. Dopo di ciò, i preti (che nutrivano da tempo dei dubbi riguardo alla "zelota") la tennero sedata finché i negoziati con i Pianeti Uniti non furono conclusi. Profondamente disturbata dall'influsso culturale e dalla "capitolanza" di Talok, fu infine "scaricata", e le fu detto di studiare la galassia al fine di "aprire la mente".

#### La Legione
Infine, Tasmia giunse sulla Terra, e superate le prove per l'adesione alla Legione, fu accettata nella squadra con il nome di Umbra, anche se il suo comportamento conciso irritava Sensor Girl. Come membro della Legione, combatté contro Mordru, e successivamente ebbe un ruolo di rilievo nel salvataggio di Wildfire - nonostante, dopo la sua feroce compassione iniziale, fosse disgustata al pensiero dell'integrazione forzata delle sue due anime originali.

#### Blighted
Tempo dopo, i Blight schiavizzarono la maggior parte della Terra, inclusi quasi tutti i Legionari. Umbra non fu tra i fuggitivi. Quando fu liberata, cominciò a soffrire di crolli mentali, fuoriusciti non solo dalla cattività forzata e da cosa fu costretta a fare, ma dal fatto che il tocco dei Blight sulla sua mente le piacque. Poco dopo questo avvenimento, divenne uno dei Legionari perduti in una spaccatura nello spazio e catapultata in un'altra galassia.
Qui, divenne più dura e fredda che mai invece di abbattersi completamente e mostrare la paura che ora la guidava, mentre le voci dei suoi antenati dalle ombre divennero deboli e difficili da comprendere. Allora Saturn Girl tentò di calmarla telepaticamente, ma tutto andò storto - una matrice telepatica presente su tutto il pianeta interferì con i suoi poteri e mandò Saturn Girl in coma, e divenne una creatura ombrosa alimentata dal dolore e dalla paura di Umbra e Imra che si perse per la nave - e creò un'Umbra completamente senza dolore o ansia colma solo di rabbia e un'arrogante fiducia in sé stessa.
Umbra giunse sulla Terra, dove cominciò a combattere contro Singularity (un essere simile a Superman), per cui le illusioni telepatiche che crearono lo scontro furono mantenute (per evitare che causasse problemi sul pianeta della sua razza). Quando Ultra Boy e Monstress giunsero per prenderla, combatté anche contro di loro. Infine, fu messa fuori gioco da Singularity mentre la Legione, catturata la creatura ombrosa e capendo cos'era, fermarono l'illusione facendo sì che Singularity andasse in cerca del suo pianeta originale. Fu a quel punto che Brainiac 5 riuscì a ricostituire le menti di Saturn Girl e di Umbra, e finalmente quest'ultima si lasciò andare in un pianto di sfogo.

#### Recupero
Dopo questa avventura, Tasmia cominciò finalmente a guarire da tutto ciò che aveva passato - finché, dopo che tornarono nello spazio dei Pianeti Uniti, i suoi poteri misteriosamente cessarono. Per scoprire cosa era accaduto, fece ritorno su Talok VIII per la prima volta da quando era stata "licenziata". Qui scoprì un mondo completamente avvolto dall'oscurità, e fu un'ombra che la mise fuori gioco. Shadow Maven, uno dei preti che la addestrò, la trovò e le raccontò che dopo la sua perdita nello spazio, loro l'avevano creduta morta e avevano trasferito i suoi poteri al suo "distante cugino Grev", con poteri la cui oscurità veniva utilizzata attraverso la tecnologia, e che aveva così oscurato l'intero pianeta allontanandolo dai Pianeti Uniti.
Arrabbiata al pensiero che non appena aveva abbracciato la galassia Talok se ne era allontanato, andò a confrontarsi con Grev. L'ombra piano piano cominciò ad andare verso di lei, finché non aprì uno squarcio nella tuta che Grev utilizzava per controllarla - e vi trovò all'interno un cadavere secco, poiché il giovane non fu in grado di sopportare di essere un conduttore dell'oscurità, mentre la tuta continuò la corsa verso le sue direttive programmate. Tasmia eliminò la copertura dal pianeta e vi passò qualche tempo prima di ritornare alla Legione.

### Versione del 2004
Nel 2004 la continuità della Legione ricominciò una terza volta. Shadow Lass ricomparve anche in questo aggiornamento, tuttavia poco fu rivelato di questa nuova versione del personaggio. Fu descritta come una guerriera molto aggressiva. Ad un certo punto, ebbe una relazione con Karate Kid, ma si lasciarono quando la serie ebbe inizio. Da lì in poi cominciò a frequentare Ultra Boy.
Quando la Legione visitò Talok VIII, rimase sorpresa nel constatare il grado di favore che Shadow Lass ottenne, incluso un banchetto in suo onore. Tasmia spiegò che se il Campione Ombra non avesse accettato quei doni, il popolo l'avrebbe visto come un distaccamento. Non di meno, ciò ispirò Atom Girl a suggerire a Shadow Lass di concorrere per la carica di leader della Legione su una piattaforma di edonismo.
Tasmia ebbe anche un'amichevole rivalità con Grev, che in questa continuità è suo fratello e non un cugino.

### Post-Crisi Infinita
Gli eventi della miniserie Crisi infinita, ricostituirono un'analoga continuità della versione della Legione pre-Crisi sulle Terre infinite, come visto nella storia "The Lightning Saga" in Justice League of America e Justice Society of America, e nella storia "Superman e la Legione dei Supereroi" in Action Comics. Shadow Lass fu inserita in questi numeri, e fu nel gruppo di Legionari che aiutò Superman a sconfiggere la criminale "Justice League of Earth" nella storia presente in Action Comics.
Durante il regno xenofobico della Justice League of Earth, Night Girl e Shadow Lass lavorarono con Timber Wolf e Lightning Lass per aiutare migliaia di extraterrestri a fuggire dalla Terra e a tornare sui loro pianeti nativi via portali interstellari "sotterranei". Shadow Lass debuttò con il suo costume classico in una storia su Action Comics, e utilizzò i suoi poteri di invocazione dell'oscurità in coppia con la super forza notturna di Night Girl.
Shadow Lass fu protagonista dell'immagine nella miniserie Crisi finale: la Legione dei 3 mondi, dove utilizzò i suoi poteri per tenere Mordru e Saturn Queen al buio.
Nel primo numero di Crisi finale: la Legione dei 3 mondi, Shadow Lass, insieme ai compagni di squadra Phantom Girl e Lightning Lass salvarono Mon-El dalla Zona Fantasma, dove fu imprigionato da Earth Man e dalla Justice League of Earth. Dopo aver lasciato la Zona, Mon-El subì nuovamente gli effetti dell'avvelenamento da piombo, ma come in passato, gli fu somministrato un antidoto creato da Brainiac 5.
Di recente, nel n. 2 della nuova serie dedicata alla Legione, Shadow Lass non era più impegnata romanticamente con Mon-El, senza una ragione apparente. Nel n. 5, la si vide nel letto insieme allo xenofobo Earth Man. Quando scoprì che Mon-El fu scelto per essere una Lanterna Verde, si sentì leggermente a disagio al riguardo. Tuttavia, Mon-El le disse che anche se faceva parte del Corpo, la Legione e la Terra sarebbero sempre state la sua famiglia.

## Poteri e abilità
In tutte le sue incarnazioni, Shadow Lass può creare campi oscuri che non permettono alla luce di giungere in un'area dall'esterno. Questi possono anche essere completi, rendendo effettivamente inutili tutte le fonti di luce presenti nell'area, o cava per consentirle di essere accesa all'interno. Può anche solidificare questi campi, da utilizzare come armi dirette.
È inoltre un'esperta del combattimento corpo a corpo, e può vedere nella più completa oscurità (sia sua che naturale).

## In altri media
- Shadow Lass compare in un episodio della serie animata Justice League Unlimited dal titolo "Lontani da casa".